# Zeno-Brüder

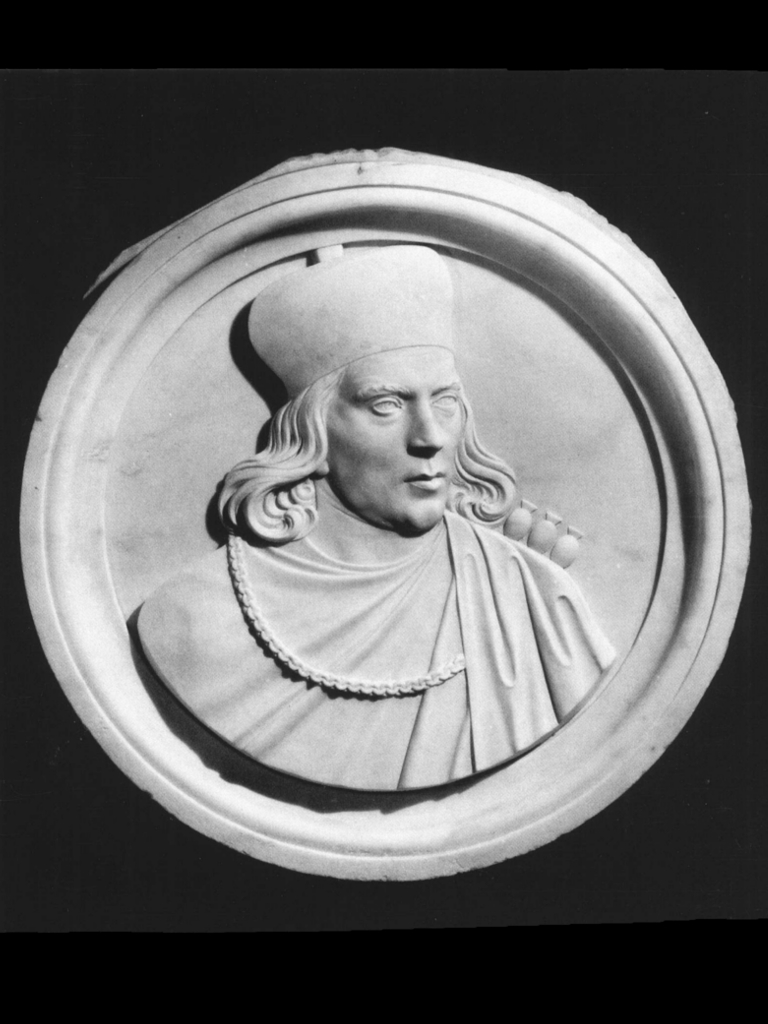
Nicolo Zeno, opera di Antonio Bianchi (1858–1861)

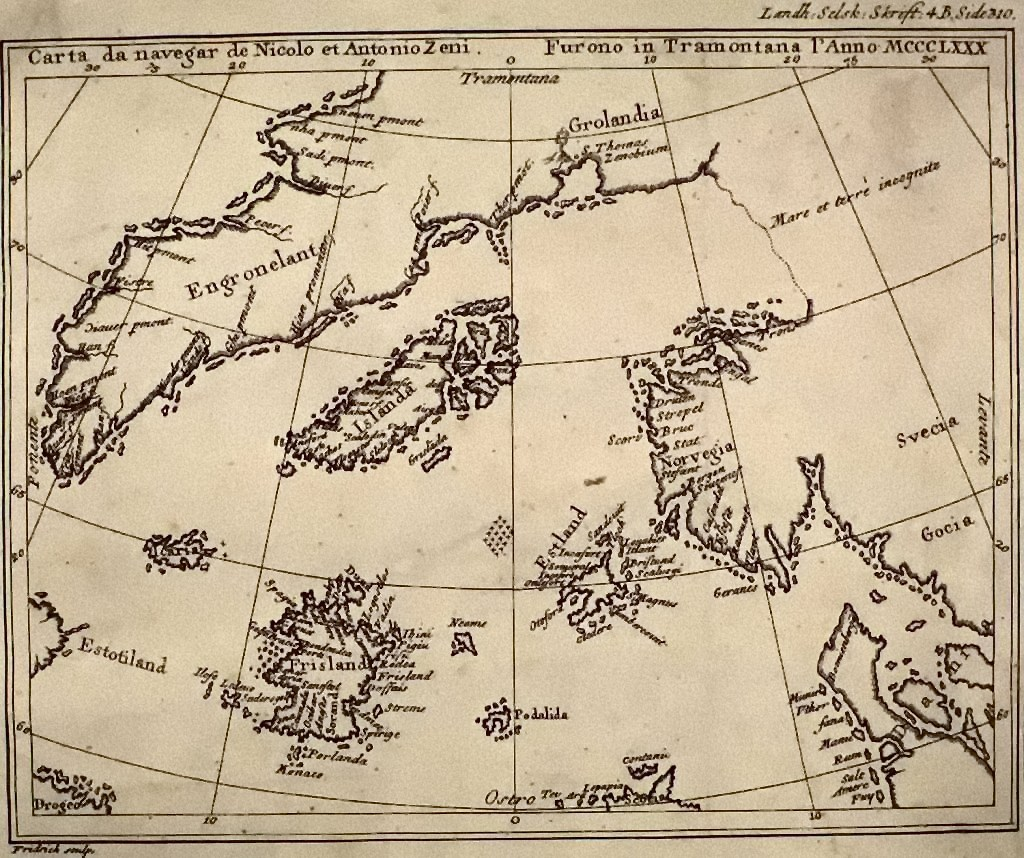
Reproduktion der Zeno-Karte

Die Zeno-Brüder, Nicolò Zeno (ca. 1326–ca. 1402) und Antonio Zeno († ca. 1403), waren venezianische Seefahrer, die im 14. Jahrhundert Reisen in den Nordatlantik unternommen haben sollen. Der Bericht über diese Reisen wurde von Richard Henry Major unter dem Titel The Voyages of the Venetian Brothers Nicolò and Antonio Zeno (1873) ins Englische übersetzt.
Forschungen haben gezeigt, dass die Zeno-Brüder während der Zeit, in der sie ihre Reisen unternommen haben sollen, anderswo beschäftigt waren. Das Dictionary of Canadian Biography Online bezeichnet den Fall als „eine der absurdesten, aber gleichzeitig auch eine der erfolgreichsten Fälschungen in der Entdeckungsgeschichte“.